# Audrey Marie Munson
Audrey Marie Munson, američki umjetnički model i filmska glumica, poznata i pod nadimcima "Gospođica Manhattan" i "Američka Venera". Smatra se prvim američkim supermodelom. Poslužila je kao model za brojne kipove, vodoskoke i pročelja, a bila je i zaštitno lice Panamsko-pacifičke željeznice. Najpoznatija je po naslovnoj ulozi u nijemom filmu Nadahnuće.

## Vanjske poveznice
- IMDb